# Ейвор
Ейвор (Eivor, Eivør, Øyvor) — скандинавське жіноче ім'я. Достаменна етимологія невідома. За кількома гіпотезами походить:
- від прото-скандинавського *auja, «щастя»[1];
- від прото-скандинавського *warjaʀ, «захисник, оборонець»[2];
- від давньоскан. ey- / øy-, «острів» + -varr, «обережний»;

Іменини — 8 червня, 24 жовтня.

## Варіанти
- Староскандинавською: Ейвор (давньоскан. Eyvǫr) або Øyvǫ.
- Ісландською: Ейвор (ісл. Eyvör), від староскандинавської форми[3]; патроніми — Ейварарсон (ісл. Eyvararson, «Ейворович») і Ейварардоттір (ісл. Eyvarardóttir, «Ейворівна»)
- Норвезькою: Ейвор (норв. Øyvor)
- Фароською: Айвьор (фар. Eivør, МФА: [ˈaivœɹ])
- Шведською: Ейвор (швед. Eivor)

## Особи
- Айвер Полсдоттір — співачка і авторка пісень.
- Ейвор Варінівна (Eivor Varinsdottir) — головний герой гри Assassin's Creed: Valhalla (2020)